# Get Rollin'
Get Rollin' è il decimo album in studio del gruppo musicale canadese Nickelback, pubblicato nel 18 novembre 2022.

## Tracce
1. San Quentin – 3:31
2. Skinny Little Missy – 3:37
3. Those Days – 3:39
4. High Time – 3:54
5. Vegas Bomb – 3:45
6. Tidal Wave – 3:32
7. Does Heaven Even Know You're Missing? – 3:43
8. Steel Still Rusts – 4:27
9. Horizon – 3:15
10. Standing in the Dark – 4:01
11. Just One More – 3:38

Tracce Bonus Edizione Deluxe
1. High Time (acoustic) – 3:43
2. Does Heaven Even Know You're Missing? (acoustic) – 3:43
3. Just One More (acoustic) – 3:38
4. Horizon (acoustic) – 3:17

## Formazione
- Chad Kroeger – voce, chitarra
- Ryan Peake – chitarra, voce
- Mike Kroeger – basso
- Daniel Adair – batteria, voce

Musicisti aggiuntivi
- Ian Thornley – assolo de chitarra (traccia 2)